# Csungking–Licsuan nagysebességű vasútvonal
A Csungking (Chongqing)–Licsuan (Lichuan) vagy Jüli (Yuli) nagysebességű vasútvonal (egyszerűsített kínai írással: 渝利铁路; tradicionális kínai írással: 渝利鐵路; pinjin: Yú-Lì Tiělù) egy épülő 244 km hosszú, kétvágányú, 25 kV 50 Hz-cel villamosított nagysebességű vasútvonal Kínában Licsuan és Csungking (Chongqing) között. Ha elkészül, kapcsolatot fog teremteni a Jicsang–Vancsou-vasútvonalon keresztül Sanghaj (Shanghai)jal. Ha elkészül, Csungking (Chongqing) és Sanghaj (Shanghai) között a menetidő csak 10 óra lesz.
Az építkezés 2008-ban kezdődött. A hagyományos vonatközlekedésnek 2013 decembere végén adták át, a nagysebességű közlekedés megindítását pedig 2014 júniusára tervezték. A vonal része a Sanghaj–Vuhan–Csengtu nagysebességű vasútvonalnak.